# Club Brugge KV
Nezaměňovat s jiným klubem z Brugg - Cercle Brugge KSV.

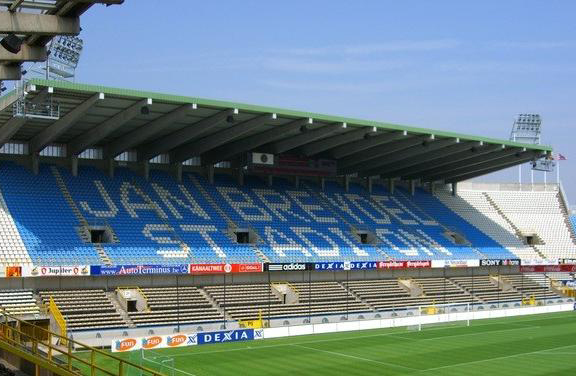
Jan Breydel Stadion

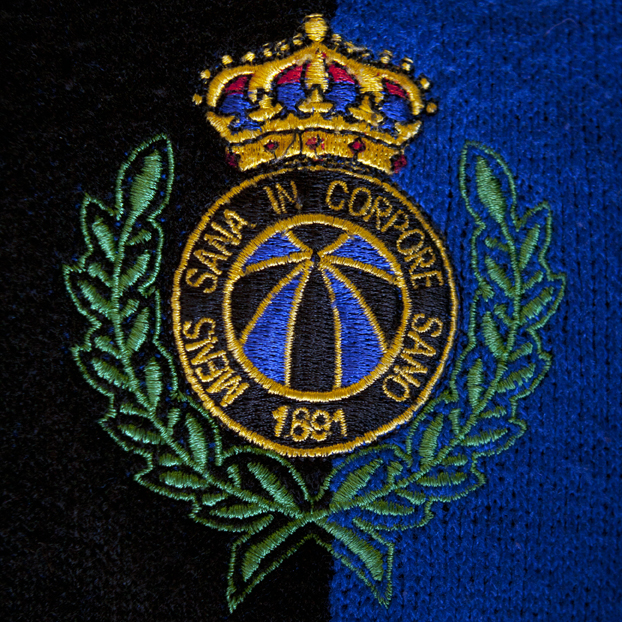
Historický klubový emblém

Club Brugge KV (celým názvem Club Brugge Koninklijke Voetbalvereniging - Klub bruggská královská fotbalová asociace), známý též jako FC Bruggy, je belgický fotbalový klub z města Bruggy. Byl založen roku 1891 jako Brugsche Football Club. Domácím hřištěm je Jan Breydel Stadion s kapacitou 29 000 míst, který sdílí se svým městským rivalem Cercle Brugge KSV. Klubové barvy jsou modrá a černá.
Je to jediný belgický klub, který hrál finále PMEZ (dnešní Liga mistrů UEFA), v roce 1978 podlehl anglickému Liverpoolu.

## Historie

### Počátky
Klub byl založen roku 1891 jako Brugsche Football Club. V roce 1894 část členů klubu odchází a zakládá Football Club Brugeois. V roce 1897 se oba kluby slučují pod názvem Football Club Brugeois. V roce 1902 se klub slučuje s Vlaamsche Football Club de Bruges.
V roce 1912 se klub stěhuje na stadion De Klokke. V roce 1920 se poprvé stává mistrem. V roce 1926 se přejmenovává na Royal Football Club Brugeois.

### Od 50. let
Od návratu do 1. ligy v roce 1959 už klub nikdy nesestoupil. V roce 1968 vyhrál poprvé belgický pohár. Od 2. poloviny 60. let už patří natrvalo k předním týmům v zemi.
V roce 1972 se přejmenoval na Club Brugge Koninklijke Voetbalvereniging. V roce 1973, tedy po půl století, přichází druhý titul.

### Ernst Happel (1974-1978)
Nejúspěšnější jsou léta, kdy zde trénoval Ernst Happel (1974-1978).
V roce 1975 se klub přestěhoval na Olympiastadion (dnes Jan Breydelstadion).
V roce 1976 hraje finále Poháru UEFA, přemožitelem je Liverpool.
V roce 1978 hraje finále Poháru mistrů, přemožitelem je opět Liverpool.

## Úspěchy

### Domácí
- Belgická liga

Vítěz (18): 1919–20, 1972–73, 1975–76, 1976–77, 1977–78, 1979–80, 1987–88, 1989–90, 1991–92, 1995–96, 1997–98, 2002–03, 2004–05, 2015–16, 2017–18, 2019/20, 2020/21, 2021/22
- Belgický pohár

Vítěz (11): 1967–68, 1969–70, 1976–77, 1985–86, 1990–91, 1994–95, 1995–96, 2001–02, 2003–04, 2006–07, 2014–15
- Belgický superpohár

Vítěz (15): 1980, 1986, 1988, 1990, 1991, 1992, 1994, 1996, 1998, 2002, 2003, 2004, 2005, 2016, 2018

### Mezinárodní
- Pohár mistrů evropských zemí - Finále: 1

1977–78
- Pohár UEFA - Finále: 1

1975–76
- Pohár UEFA - Semifinále: 1

1987–88
- Pohár vítězů pohárů - Semifinále: 1

1991–92

## Významní hráči
- Raoul Lambert (1962–1980)
- Jan Ceulemans (1978–1992)
- Franky van der Elst (1984–1999)